# Google Chrome
A Google Chrome a Google által fejlesztett ingyenesen használható, számítógépeken, táblagépeken és okostelefonokon futó webböngésző, ami a Blink (iOS-en a WebKit) böngészőmotort használja. 2008 szeptemberében jelentették meg az első publikus bétaverziót, az első stabil verziót 2008. december 11-én adták ki. A Chrome nevét a böngészők grafikus felületének nem létfontosságú részeiről (angolul „chrome”, kb. csicsa) kapta; a névválasztás ironikus, mivel épp arra törekedtek, hogy ezek aránya minimális maradjon. 2016 decemberében a Chrome világszinten a legnépszerűbb böngésző volt, 53,61%-os globális részesedéssel. Magyarországon 2014 januárjában a Mozilla Firefoxot megelőzve a leggyakrabban használt böngésző volt, 40,82%-kal. Az okostelefonos böngészők közül a részesedése 2014 januárjára világszinten 7,97%, Magyarországon 10,69% volt (az okostelefonok közül csak az Android 4+ és iOS 4.3+ operációs rendszerűek alatt fut).
2008 szeptemberében a Google kiadta a Chrome teljes forráskódját, beleértve a V8 JavaScript-motort egy nyílt forrású (BSD licencű) fejlesztési projektként, Chromium néven. Ez lehetővé tette a külső fejlesztők részvételét a projektben, megkönnyítve a böngésző átültetését Linux és Mac OS X alá. A Google szóvivője reményeit fejezte ki, hogy más böngészők is használni fogják a V8-as JavaScript-motort. A Chromium Google-fejlesztésű részei a megengedő BSD licenc alatt vannak, ami lehetővé teszi kódrészletek felhasználását nyílt és zárt forrású projektekben egyaránt. A forráskód más részei különböző nyílt forrású licencek alatt hozzáférhetők. A Chromium csaknem ugyanazokat a funkciókat valósítja meg, mint a Chrome, de a Google-védjegy használata, a beépített Flash-lejátszó és az automatikus frissítési funkciók nélkül; logója is kissé eltérő.
2012. február 7-én a Google elindította a Chrome Android 4.0 verzión (Ice Cream Sandwich) futó bétaverzióját. 2012 júniusában jelent meg az első stabil verzió, majd 2013 folyamán szinkronba került az androidos változat fejlesztése az asztali változatéval.
2012 márciusában a Google bejelentette, hogy már dolgoznak a Windows 8 asztali és Metro felületén is futó Chrome-verzión. A Chrome 21-es verzióban már a Windows 8 megjelenése előtt elkészült a metrós változat.
2013 áprilisában a Google bejelentette, hogy a WebKit böngészőmotort lecseréli a Chrome jövőbeli változataiban (kivéve iOS alatt, ahol a WebKit kötelező) az általuk fejlesztett új Blink motorra, ami a WebKit projekt új elágazása (fork). A 2013. júliusban megjelent Chrome 28 mellett az Opera is ezt a böngészőmotort használja a 15-ös főverziótól kezdve.

## Történet
Eric E. Schmidt, a Google akkori vezérigazgatója hat éven keresztül ellenezte, hogy a cég saját webböngészőt fejlesszen. Elmondása szerint „abban az időben a Google kis cég volt”, és nem akarta, hogy „sebeket szerezzen egy böngészőháborúban”. Miután azonban a társalapítók, Sergey Brin és Larry Page felvettek több Firefox-fejlesztőt a Google-hoz, és elkészítettek egy bemutató verziót a Chrome-ból, Schmidt elismerte, hogy „olyan jól sikerült [a demó], hogy lényegében rákényszerített, hogy meggondoljam magam”.

### Bejelentés
A Google Chrome bemutatását eredetileg 2008. szeptember 3-ára tervezték, az újságíróknak és a bloggereknek egy Scott McCloud által rajzolt képregényt küldtek, ami taglalja az új böngésző képességeit és motivációit. Azonban az Európába szánt kópiákat túl korán postázták, és Philipp Lenssen, a Google Blogoscoped német bloggere a 38 oldalas kiadványt még szeptember 1-jén beszkennelve hozzáférhetővé tette a weboldalán. Ezek után a Google feltette a képregényt a Google Books oldalára és a weboldalukra, valamint említést tettek róla a hivatalos blogjukban, elmagyarázva a korai bemutatás okait.

### Nyilvános megjelenés
Az első, Microsoft Windowson futó bétaváltozat 2008. szeptember 2-án jelent meg, 43 nyelven (a Google bejelentése szerint hamarosan jön a többi). A béta megjelenése után egy napon belül 1%-os részesedést szerzett a böngészőpiacon, azonban ez hamarosan visszaesett, egy hónap múlva már csak 0,8% volt.
Szeptember 3-án a Slashdot híroldalon megjelent egy cikk, ami felhívta a figyelmet a Chrome böngésző végfelhasználói licencszerződésének egy pontjára, ami úgy tűnt, minden a Chrome-on keresztül átment tartalom felhasználására jogokat ad a Google cégnek. A kérdéses szövegrész az általános Google felhasználási feltételekből származott. A Register így fogalmazott: „Your copyright goes up in smoke.” (körülbelül „a szerzői jogaid füstbe mentek”) Még ugyanaznap a kritikákra válaszként a Google eltávolította a problémás szöveget, arra hivatkozva hogy az más termékek licencszerződéséből került csak bele. A Google felhívta rá a figyelmet, hogy a változtatást visszamenőleg is érvényesnek tekinti.
2008 végén a Chromium projekt fejlesztői wikijén megjelent egy üzenet, hogy kipróbálható egy a Linuxra való lefordítást lehetővé tevő „test shell”. A shell funkciószegénysége ellenére a weboldalak megjelenítésében (a JavaScriptet is beleértve) egészen jól szerepelt. 2009. január elején a CNET azt írta, hogy a Google az év első felére tervezi a macOS-re és Linuxra írt verziók megjelentetését. 2009 márciusára elkészült a Chromium linuxos buildjének pre-alfa változata, ami hasonlított a windowsosra, de a teljességtől még nagyon messze állt.
A Chrome első hivatalos fejlesztői tesztváltozatait Mac OS X és Linux alá 2009. június 4-én egy blogbejegyzésben jelentették be, figyelmeztetve hogy sok funkció még hiányzik belőle, és inkább korai visszajelzés céljára adták ki, nem normál használat ra. 2009. október 9-én a Google CEO-ja, Eric E. Schmidt azt nyilatkozta, hogy a Chrome for Mac „pár hónapon belül meg fog jelenni”. 2009. november 30-án derült ki, hogy a Mac OS X-es béta 2009 végére lesz elérhető, de az App Mode, a könyvjelzőkezelő, 64 bit-támogatás, könyvjelző-szinkronizálás és kiterjesztések nélkül. A hivatalos macOS-es és Linuxos béták 2009. december 9-én jelentek meg.
A 2010. május 25-én bejelentett Google Chrome 5.0 volt az első stabil verzió, ami mindhárom platformot támogatta.

### Fejlesztés
A Chrome-ot a Google 26 különböző kódkönyvtárából és néhány más külső forrásból fordították le, mint a Mozilla Netscape Portable Runtime-ja, a Network Security Services, az NPAPI, továbbá az SQLite és néhány más open source projekt. A JavaScript virtuális gépet (V8) kellően fontosnak ítélték ahhoz, hogy külön projektben kezeljék – ahogy az Adobe/Mozilla-féle Tamarin JavaScript-engine-nel is történt. A JavaScript-fejlesztői csapat Dániában, Aarhusban található, Lars Bak vezeti. A Google szerint az addigi JavaScript-implementációkat főleg „kis programok futtatására tervezték, ahol a rendszer teljesítménye és válaszkészsége kevésbé fontos”, de a webes alkalmazások, mint a Gmail „maximálisan kihasználják a webböngésző képességeit a DOM-manipuláció és a JavaScript terén”, így határozottan jól jön a számukra egy gyorsabban működő JavaScript-futtatómotor.
A Chrome az oldalak megjelenítéséhez a WebKit motort használja. Ahogy más böngészőket, úgy a Chrome-ot is megjelenése előtt unit testingnek, „szkriptelt felhasználói akciókkal való automatizált tesztelésnek” és fuzz testingnek (véletlenszerű és/vagy hibás bemeneti adatokkal tesztelés) vetették alá, valamint a WebKit elrendezés- (layout) -tesztjeinek (melyek 99%-át a Chrome állítólag teljesítette). Az új böngészőverziókat 20-30 perc alatt automatikusan tesztelik a Google indexében megtalálható weboldalak közül több tízezerrel.
A Chrome Windows alatt a 12-es verzióig tartalmazta a Gearst, ami webfejlesztők számára hasznos eszközöket, köztük a webes alkalmazások által használható offline támogatást is nyújtott. Azonban a Google abbahagyta a Gears fejlesztését, a HTML5 használatát preferálja helyette.
2010 decemberében a Google bejelentette, hogy szeretnék a Chrome vállalati alkalmazását megkönnyíteni, ezért hivatalos MSI telepítőcsomagot fognak készíteni belőle. A normál Chrome telepítő ugyanis a böngészőt a felhasználó home könyvtárába teszi, és a háttérben láthatatlanul frissíti azt, de az MSI csomag lehetővé teszi a rendszerszintű telepítést, amit korábban csak a Google Pack segítségével lehetett elérni. Csoportházirendeket is készítettek, amivel a böngésző viselkedését, többek között az automatikus frissítés gyakoriságát, a kezdőlapot stb. lehet finomhangolni.
2011. január 11-én a Chrome termékmenedzsere, Mike Jazayeri bejelentette, hogy a Chrome a továbbiakban nem fogja HTML5-ös videolejátszójában támogatni a (licencdíjat igénylő) H.264 video kodeket, ezzel közelítve a Chrome-ot a Chromium projekthez a nyílt kodekek (mint a Google saját VP8-a) támogatása tekintetében. 2012 márciusáig ez nem történt meg, és nincs utalás arra, hogy mikor történne meg ténylegesen. 2013 októberében a Cisco bejelentette, hogy nyílt forrásúvá teszi H.264 kodekeit és minden felmerülő költséget fedezni fog, ezzel szükségtelenné téve a kodek támogatásának visszavonását.

## Design

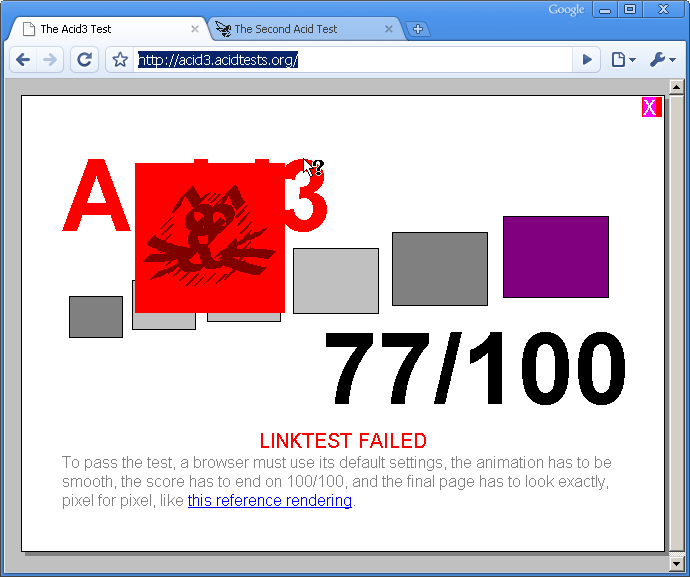
A Google Chrome 1.0 Acid3 tesztje

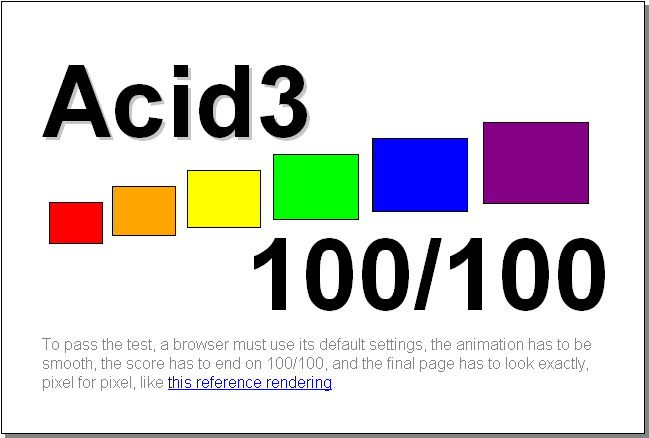
A Google Chrome 3.0 Acid3 tesztje

A fő tervezési célkitűzések közé tartozott a létező böngészőkhöz képest a biztonság, a sebesség és a stabilitás növelése. A felhasználói felület újdonságai közé tartozik a minimalista megközelítés, ami nem tipikus a modern webböngészőknél. A Chrome fő erőssége a gyorsasága, ami a webes alkalmazások, illetve a JavaScript kódok futtatásánál mutatkozik meg, és több forrás mérései alapján korának böngészői közül a legnagyobb. A Chrome egyedi funkciói közül több is akad, amit először más böngészők fejlesztőcsapata jelentett be, de a Google-nek sikerült először implementálnia és kiadnia. Ilyen volt például a felhasználói felület egyik leglátványosabb újítása, a címsor és a keresőmező összevonása (az „Omnibox”), amit először a Mozilla jelentett be 2008 májusában, mint tervezett funkciót.

### Webes szabványoknak való megfelelés
A Google Chrome első kiadott verziója már átment az Acid1 és az Acid2 teszten. A 4.0-s verziótól kezdve maximális pontszámot ért el az Acid3 teszten.
Az Ecma International ECMAScript 262-es számú szabványmegfelelőségi tesztjén (version ES5.1, 2012-01-16), a Chrome 17.0.963.46 bétaverzió 215/11181-ot ért el. A fejlesztői (Dev) változat (18.0.1025.3) pontszáma 40/11181 volt – az alacsonyabb pontszámok jobbak, mivel a pontok a hibás tesztek számát jelzik.
A W3C szabványügyi szervezet hivatalos CSS 2.1 tesztjén a Chrome böngészőmotorja, a WebKit 89,75%-ot (89,38%-ot a 99,59%-ből) ért el a tesztelt CSS 2.1 jellemzők közül.
A HTML5 teszt weboldalán a Chrome 28 463/500 pontot ér el 13 bónuszponttal.

### Biztonság
A Chrome periodikusan frissítéseket tölt le két feketelistához (egyet az adathalászat, egyet a malware-ek ellen), és figyelmezteti a felhasználót, ha kártékony weboldalt próbál megnyitni. Ez a szolgáltatás mások számára is hozzáférhető egy ingyenes és nyilvános API-n keresztül („Google Safe Browsing API”). A Google a listázott weboldalak tulajdonosait is értesíti, akik sokszor nincsenek is tudatában, hogy oldaluk kártékony kódot tartalmaz.
A Chrome tipikusan minden fület külön processzként indít el, hogy „megakadályozza a malware-ek települését” és azt, hogy az egyes fülek egymásra tudjanak hatni, bár a tényleges processzkiosztási modell ennél bonyolultabb. A legkisebb jogosultság elvét követve a processzek alacsony jogosultságokkal indulnak; nincs joguk fájlokat írni, vagy olvasni érzékeny területekről (Dokumentumok, Asztal stb.) – hasonlóan a Windows Vista vagy Windows 7 alatt futó „védett módú” Internet Explorerhez. A homokozót fejlesztő „Sandbox Team” a processzek közötti határvonalat börtönrács-szintre (jail) emelte; így például az egyik böngészőfülön megnyitott kártékony weboldal képtelen hozzáférni a másik fülön bevitt hitelkártyaszámhoz, hozzáférni az egér állapotához vagy beállítani, hogy rendszerindításkor lefusson valamilyen script, és a fül becsukásakor leállításra fog kerülni. Ez egy egyszerű biztonsági modellt határoz meg, kétszintű biztonsággal, ami a „felhasználóból” és a „homokozóból (sandbox)” áll, ahol a homokozó kizárólag a felhasználó által kezdeményezett kommunikációra válaszolhat.
A pluginek, mint pl. korábban Adobe Flash Player, általában nincsenek felkészítve a homokozóban való futtatásra. Ezeket gyakran a böngésző biztonsági szintjén, vagy afelett kell futtatni. A támadási felület csökkentése érdekében a pluginek külön processzekben futnak, amik a megjelenítővel (renderer) kommunikálhatnak, ami maga is fülenként dedikált, igen csekély jogosultságú szinten fut. A plugineket módosítani kell, hogy képesek legyenek ebben az architektúrában futni, és a legkisebb jogosultság elvét betartani. A Chrome támogatja az NPAPI-t, de nem támogatja az ActiveX-vezérlőket. A Java appletek támogatása a Java 6 update 12 és újabb változatokban elérhető. A Java Mac OS X alatti támogatását egy 2010. május 18-án megjelentetett Java Update oldotta meg.
2009. augusztus 12-én jelentette be a Google az NPAPI-t leváltani hivatott, hordozhatóbb és biztonságosabb Pepper Plugin API-t (PPAPI). A Pepper-alapú Flash-lejátszó (PPAPI Flash Player) először a Chrome OS-en lett alapértelmezett, majd Linux alatt a Chrome 20-tól, Windowson a Chrome 21-től cserélte le az NPAPI Flash Playert (egyben 20%-kal csökkentve a Flash miatti fagyások számát), végül Mac alatt is megjelent a 23-as verziótól kezdve.
A Chrome-ban megtalálható egy privát böngészési funkció, az „inkognitó üzemmód”. Az ilyen üzemmódú böngészőablak nem tárol előzményeket vagy HTTP-sütiket a látogatott weboldalakról. Az inkognitó üzemmód hasonló a Safari, a Mozilla Firefox 3.5, az Opera 10.5 és az Internet Explorer 8 privát böngészési funkcióihoz.
A Pwn2Own hackelési verseny 3 éve során egyetlenegyszer sem sikerült a Chrome valamely biztonsági rését kiaknázni.

### Sebesség
A Chrome-ban használt JavaScriptet futtató virtuális gép, a V8 JavaScript-motor képességei közé tartozik a dinamikus kódgenerálás, a hidden class transitions, precíz garbage collection. A Google 2008. szeptemberi tesztjei a V8-at kétszer olyan gyorsnak hozták ki, mint a Mozilla Firefox 3 és a WebKit éjszakai buildjei.
Megjelenésekor több híroldal végzett sebességtesztet, felhasználva a SunSpider JavaScript Benchmark eszközt, valamint a Google saját számításigényes tesztjét, amiben pl. raytracing, korlátozás-kielégítés (constraint solving) is szerepel. Egyöntetűen sokkal gyorsabbnak találták összes versenytársánál, beleértve a Safarit (windowsos), a Mozilla Firefox 3-at, az Internet Explorer 7-et, az Operát és az Internet Explorer 8-at.
2009-ben: a Chrome sebessége a Sunspider, a Celtic Cane és a V8 tesztprogramok szerint egyaránt a legjobb (szorosan a Safari mellett) öt elterjedt böngésző legfrissebb elérhető verziója közül (2009. március 20.).
2010 elején is őrzi sebességelőnyét.
A Chrome DNS-előtöltést (prefetching) is használ a weboldalak gyorsabb betöltéséhez. Ez a képesség Internet Explorer alatt bővítményként érhető el, a Firefox 3.5-be pedig beépítették.
A Chrome már használja a http protokoll kiváltására készült SPDY-t a Google-szolgáltatásokkal (pl. Google kereső, Gmail, Chrome-szinkronizáció és a Google hirdetések kiszolgálása) való kommunikáció során. A Google is elismeri, hogy a Chrome és a Google SSL-szerverei közötti kommunikáció során bekapcsolták a SPDY használatának lehetőségét. A Chrome-ban futó SPDY-munkamenetek a következő különleges URL-en tekinthetők meg: chrome://net-internals/#events&q=type:SPDY_SESSION%20is:active .

### Stabilitás
A Gears fejlesztői csapata egy többszálú (multithreaded) böngésző szükségességéről beszélt (akkoriban az összes böngésző-implementáció egyetlen szálon futott), a Chrome-ban ez a koncepció többfolyamatos (multiprocess) architektúrával lett megvalósítva, hasonlóan az Internet Explorer 8-as verziójának új funkciójához, a „Loosely Coupled Internet Explorer (LCIE)”-hez. Alapértelmezésben minden site instance-hoz és pluginhez külön processz indul el. Ez megakadályozza, hogy az egyes megnyitott weboldalak vagy webes alkalmazások hozzáférjenek egymáshoz, ami fontos lépés a biztonság és a stabilitás felé; ha egy böngészőfül lefagyna, csak egy, a többi folyamattól függetlenül bezárható „Sad Tab”-bal (szomorú fül) kell foglalkozni, nem kell az egész Chrome-ot újraindítani. Ez a stratégia némileg megnöveli az egy weboldal megnyitásához szükséges memória mennyiségét, de összességében előnyös, mert a memória-töredezettség processzenként jelentkezik, és a böngészőfül becsukásakor a processz bezárásával megszűnik.
A Chrome-ba beleépítettek egy feladatkezelő segédprogramot is (Task Manager), amivel ellenőrizhető, hogy melyik oldalak (vagy pluginek) foglalják a legtöbb memóriát, töltik le a legtöbb bájtot vagy használják a legtöbb CPU-kapacitást, és itt ki is lehet lőni őket.

### Felhasználói felület
Alapértelmezés szerint a Chrome felhasználói felületén megtalálhatók a vissza, előre, frissítés, kezdőoldal, könyvjelző, ugrás, illetve mégse gombok. A kezdőoldal gombja beállítható, hogy az „Új lap” oldalra vigyen vagy más, előre beállított oldalra, de akár el is rejthető.
A böngészőfülek a Chrome felhasználói felületének legfontosabb elemei, ezért az ablak tetejére (címsor, title bar) helyezték, nem a vezérlők alá. Ez a változtatás szembemegy több más böngésző kialakításával. A böngészőfülek (tartalmukkal együtt) könnyen mozgathatók fogd és vidd módszerrel a böngészőablakok között. Minden fülnek saját vezérlői vannak, az Omnibox-ot is beleértve.
Az Omnibox a minden böngészőfül felső részén megtalálható címsáv-féleség, ami a megszokott címsáv és a keresőmező funkcionalitását kombinálja. Ha a felhasználó olyan oldal URL-jét üti be, amin korábban már végzett keresést, a Tab leütésével közvetlenül az Omniboxból kereshet azon az oldalon. Ha gépelni kezd az Omniboxba, a Chrome automatikusan javaslatokat fog kiírni; ezek lehetnek korábban meglátogatott oldalak (az oldal URL-je vagy akár tartalma alapján), népszerű webhelyek (nem feltétlenül olyanok, amiken ténylegesen járt már a felhasználó – a Google Suggest alapján javasol) és népszerű keresések. A Chrome a gyakran látogatott oldalak URL-jeit is automatikusan kiegészíti. Ha a felhasználó több kulcsszót ír az Omniboxba és Entert üt, a Chrome keresést fog végrehajtani az alapértelmezett keresővel.
Amikor a Google Chrome nincs maximalizálva, a „fülsáv” közvetlenül az ablak címsora alatt jelenik meg. Maximalizált állapotban a fülek egybemosódnak a címsáv tetejével. Más böngészőkhöz hasonlóan a Chrome-nak is van teljes képernyős üzemmódja, amikor a felhasználói felület nem létfontosságú részein (a „chrome-on”, csicsán) kívül az operációs rendszer felületét is elrejti.
A Chrome egyik jellemző új képessége az „Új lap” oldal, ami lecserélheti a böngésző kezdőlapját, és új fül (vagy új ablak) létrehozásakor jelenik meg. A korai Chrome-változatokban ez a lap a kilenc leggyakrabban látogatott weboldal kisméretű képét (indexkép) mutatta, valamint a gyakori kereséseket, az újonnan felvett könyvjelzőket, és a frissen bezárt füleket; hasonlóan, mint a Google Toolbarral kibővített Internet Explorer és Firefox esetén, vagy mint az Opera Speed Dial funkciójánál. A Google Chrome 2.0-ban, az „Új lap” oldalon lehetővé tették a nem kívánt weboldalképek eltüntetését. A Chrome 3.0-tól kezdve az „Új lap” oldal a 8 leggyakrabban látogatott weboldalt jeleníti meg. Az indexképek átrendezhetők, rögzíthetők vagy eltüntethetők. Képek helyett szöveges listát is lehet választani. Egy „Nemrégiben bezárt” sáv is megjelent, a közelmúltban bezárt oldalak listájával és egy „Tippek” rész, ahol a böngésző használatával kapcsolatos tippek-trükkök jelennek meg.

A 2011 márciusában bevezetett letisztultabb, 2D-s logó

2011 márciusában a Google lecserélte a projekt kezdetétől használt, 3D-s logót egy új, egyszerűbb logóra. A Google designere, Steve Rura így indokolta a változtatást: „Mivel a Chrome lényege, hogy a lehető legkönnyebben és zavaró tényezőktől mentesen nyújtsa a webezés élményét, felfrissítettük a Chrome ikonját, hogy jobban kifejezze ezt az érzést. Az egyszerűbb ikon megtestesíti a Chrome szellemiségét – a web könnyebbé, gyorsabbá és elérhetőbbé tételét mindenki számára.”

### Bővítmények
2009. szeptember 9-én tette elérhetővé a Google a bővítményeket (extensions) a Chrome Dev csatornán, számos mintabővítményt is ajánlva tesztelésre. Decemberben jelent meg a Google Chrome bővítménygaléria bétája, több mint 300 bővítménnyel.
A bővítménygaléria 2010. január 25-én a Google Chrome 4.0 verzióval együtt debütált, több mint 1500 bővítménnyel.
2011. február 4-ére a galéria 11 500 bővítménynél is többet tartalmazott, köztük az Independent, a CEOP, a Transport for London, a Cricinfo, a Web of Trust és a FIFA hivatalos bővítményeivel.

### Témák
A Google Chrome 3.0-tól kezdve telepíthetők a böngésző megjelenését megváltoztató témák. Számos harmadik fél által készített témához lehet hozzáférni témagalériában, ami a „Témák beszerzése” gombbal érhető el a Chrome beállításaiban.
Még több téma hozzáférhető a Chrome bővítménygalériában.

### Asztali parancsikonok és alkalmazások
A Chrome lehetővé teszi a böngészőben webes alkalmazást megnyitó parancsikonok létrehozását az asztalon. Ilyen módon indítva, a Chrome az ablak címsorától eltekintve a szokásos felhasználói felület nélkül nyílik meg, „hogy a felhasználó minél kevésbé legyen akadályozva abban, amit csinálni próbál”. Így a böngésző a többi helyi alkalmazás mellett futhat, hasonlóan a Mozilla Prismhez vagy a Fluidhoz.
A funkció továbbfejlesztése a 9-es stabil verzióval együtt 2011 februárjában debütáló Chrome Web Store, ahonnan webes alkalmazásokat lehet beszerezni és letölteni.

### Chrome Web Store
A 2010. december 7-én bejelentett Chrome Web Store („Chrome webáruház”) lehetővé teszi alkalmazások telepítését (lényegében parancsikonok létrehozását) népszerű és gyakran használt weboldalakhoz, játékokhoz. A Web Store-ba szorosan integrálták a témákat és a bővítményeket is, így az oldalon a Chrome extráinak teljes katalógusa kereshető.
Az ötletet hamar kritikával illették: Ryan Paul, az Ars Technica szakírója 2010. december 9-én így fogalmazta meg fenntartásait: „A felhasználók teljesen más módon használják az alkalmazásokat az asztali számítógépükön és a mobil világban, mint a weben – ahol a fizetési falakat gyakran szidják-hordják, és elmosódik a különbség tartalom és szoftver között. Ilyen környezetben van egyáltalán értelme a szoftveráruház-modellnek? Nem vagyunk meggyőzve… A játékokon kívül, a szoftverbolt ötlete egy webböngészőben – ahol a telepítés gyakorlatilag a könyvjelzők közé helyezést jelenti – a józan észnek ellentmondani látszik, és azt a benyomást kelti, hogy az egész mutatvány egy nem létező problémára megoldás csak."
A Chrome Web Store-t 2011. február 11-én, a Chrome 9 stabil verziójának megjelenésekor nyitották meg.

### Weboldalak automatikus fordítása
A Google Chrome a 4.1-től kezdve tartalmaz a Google Fordítót használó beépített fordítósávot. A gépi fordítás 52 nyelv között működik.

### Kiadástípusok
2009. január 8-án a Google bevezette a kiadások terjesztésének egy új rendszerét: három „csatornán” adja ki az új böngészőverziókat: egy stabil, egy béta és egy fejlesztői csatornán („Dev” channel); korábban csak béta és fejlesztői csatorna létezett, a korábbi fejlesztői csatornát nevezték át béta csatornára. A stabil csatornába csak akkor kerülnek bele új képességek vagy hibajavítások, ha azokat megfelelően tesztelték a béta csatornában – ahová pedig durván havonta kerülnek bele a fejlesztői csatornából a stabilnak és teljesnek gondolt funkciók. A fejlesztői csatorna az, ahol az új ötletek kipróbálásra kerülnek (és néha elvetik őket), emiatt időnként instabil működés is előfordulhat. Az egyes csatornák közötti váltás Windows operációs rendszer alatt a Google Chrome Channel Changer programmal történhet; egy kevésbé stabil csatornáról stabilabbra váltva is várható, hogy a böngésző előbb-utóbb frissülni fog, tehát a három csatorna nem egymással párhuzamosan fejlesztett három termékvonalnak, hanem egyazon termékvonalon kijelölt ritkább vagy sűrűbb pontoknak tekinthető ilyen szempontból.
A Chrome OS megjelenésének közeledtétől aligha függetlenül 2010. július 22-én a Google bejelentette, hogy fel fogja gyorsítani a stabil változtatások megjelentetését (a stabil verziók között eltelt időkhöz lásd a táblázatot); a kiadási ciklust negyedévesről 6 hetesre rövidítik. A gyorsabb kiadási ciklus egy új csatornát hozott magával: a „Canary csatornát” (a név azokra a kanárikra utal, amiket kalitkába zárva levittek a bányába, hogy észleljék a metángázt; ha egy változtatás „megöli” a Chrome Canaryt, nem engedik tovább a fejlesztői csatornára). A Canary a legfrissebb, legkockázatosabb, a Chromium projekt kódja alapján előzetes tesztelés nélkül, automatikusan fordított hivatalos Chrome-kiadás. A Canaryval megjelenő újdonság, hogy bármely más feltelepített Chrome-verzióval párhuzamosan lehet használni; nincs összekötve a másik Chrome-telepítéssel, saját szinkronizálási profilt, témákat, böngészőbeállításokat használ. A Canary kiadás kezdetben csak MS Windows platformon volt hozzáférhető, 2011. május 3-án jelent meg a Mac OS X-kiadás.
2013. január 10-én jelent meg a Chrome androidos bétaváltozata, mely az asztali változat Canary kiadásához hasonlóan a stabil változat mellé telepíthető. 2015. április 29-étől az androidos változat Dev kiadással is rendelkezik.

### Automatikus frissítés
A Chrome gondoskodik saját maga frissítéséről, a beállított csatornának (lásd fentebb) megfelelően, és platformtól függően.
Windows alatt a „névjegy” megtekintésekori frissítés mellett a Google Updater (Omaha) szolgáltatást használja, ami Group Policyval szabályozható vagy letölthető különálló változata is, ami nem frissül automatikusan. Macintosh alatt a Google Update Service-t használja, az automatikus frissítést pedig a macOS 'defaults' rendszere biztosítja. Linux alatt a normál csomagkezelőt használja a frissítésekhez.
A Google a saját fejlesztésű Courgette-algoritmust (courgette=cukkini) használja arra, hogy bináris különbséget képezzen a felhasználó rendszerén futó verzió és az aktuális legfrissebb verzió között. Ez az algoritmus igen kisméretű diff-eket hoz létre, főleg kisebb biztonsági javítások esetében, így lehetővé teszi a Google számára a biztonsági javítások gyors letelepítését a felhasználóknál, így csökkentve a sebezhetőségi ablak hosszát nulladik napi támadások esetén.

### Használatkövetés
A Chrome használatának részleteiről információkat küld vissza a Google felé opcionális és nem opcionális használatkövetési mechanizmusokon keresztül.
| Módszer              | Elküldött adatok | Mikor                                                                   | Opcionális? |
| -------------------- | --- | ----------------------------------------------------------------------- | ----------- |
| Telepítés            | A telepítővel leküldött, véletlenszerűen generált token. A telepítés sikerességének arányát állapítják meg vele. | Telepítéskor                                                            | Nem         |
| RLZ-azonosító        | RLZ=release, kiadás; kódolt string, ami a Google szerint a felhasználó azonosítására nem alkalmas adatokat tartalmaz arról, hogy a Chrome milyen forrásból lett letöltve és melyik héten lett telepítve, a promóciós kampányok sikerességét mérik vele. A Google megadja a string dekódolásához szükséges forráskódot. | - Google-keresés során - Első indításkor és a címsor első használatakor | Részlegesen |
| clientID             | Egyedi azonosító felhasználási statisztikákkal és hibajelentéssel | Ismeretlen                                                              | Igen        |
| Javaslatok (suggest) | A címsorba gépelt szöveg | Gépelés közben                                                          | Igen        |
| Nem elérhető oldal   | A címsorba gépelt szöveg | Ha a webhely címét nem lehet feloldani, vagy nem lehet kapcsolódni      | Igen        |
| Hibajelentések       | Hibákkal és lefagyásokkal kapcsolatos részletek | Ismeretlen                                                              | Igen        |

A követési mechanizmusok opcionálisan ki- és bekapcsolhatók a telepítés során, illetve a böngésző opcióival. Egyes nemhivatalos böngészőváltozatok, mint az
SRWare Iron és a ChromePlus, ezen funkciók teljes eltávolítására törekednek. Az RLZ funkciót a Chromium böngésző sem tartalmazza.
2010 márciusától a Google új mechanizmussal gyűjti a telepítési statisztikákat: a Chrome telepítőjében tárolt egyedi azonosító tokent már kizárólag akkor használják, amikor a Google Update első alkalommal csatlakozik a szerverhez. A szerver visszajelzése után az egyetlen megmaradó nem opcionális követési mechanizmust is eltávolítja a böngésző.

### „Chrome” kezdetű URL-ek
A Chrome (más böngészőkhöz hasonlóan) felismer néhány speciális URL-t, ami nem internetes oldalakat vagy fájlokat, hanem alkalmazásspecifikus oldalakat tölt be. Korábban ezek között „About” és „Chrome” kezdetűek is voltak, jelenleg az chrome: kezdetű URL-ek a chrome: kezdetűekre irányítanak át.
- chrome:about – A „chrome:” oldalak listája.
- chrome:appcache-internals – A HTML 5 alkalmazás-gyorsítótár diagnosztikai oldala.
- chrome:blank – üres HTML oldal.
- chrome:cache – A gyorsítótárban tárolt összes weboldal listája.
- chrome:conflicts – Az összes induláskor betöltött, illetve később regisztrált modul listája, az esetleges konfliktusokkal.
- chrome:credits – A köszönetnyilvánítások, licencek, a Chrome elkészítéséhez felhasznált szoftverek listája.
- chrome:dns – A DNS-előtöltési motor diagnosztikai oldala.
- chrome:gpu – A grafikus kártya információi, a GPU-gyorsítás hibakeresésére alkalmas.
- chrome:histograms – Részletes, a böngésző működésével kapcsolatos mért adatok.
- chrome:memory – A memória felhasználásának részletei.
- chrome:net-internals – Hálózati diagnosztika.
- chrome:flags – Kísérleti böngészőfunkciók.[148]
- chrome:plugins – A telepített plug-inek (nem a bővítmények!) listája, diagnosztikai céllal ki is kapcsolhatók.
- chrome:sync – A szinkronizálási motor diagnosztikai oldala.
- chrome:tcmalloc – Az utolsó betöltött oldal statisztikái.
- chrome:terms – A felhasználási feltételek.
- chrome:version – A Chrome, a WebKit, a V8-motor verziója és az indítási parancssor.
- chrome:crash, chrome:hang – Az aktív böngészőfül lefagyasztása
- chrome:gpucrash, chrome:gpuhang – a GPU processz fagyasztása
- chrome:shorthang – A böngészőfül processzét lefagyasztja, így az nem válaszol.
- chrome:inducebrowsercrashforrealz – A teljes böngészőt lefagyasztja.
- chrome://bookmarks – Könyvjelzőkezelő.
- chrome://downloads – Letöltések.
- chrome://extensions – Bővítmények.
- chrome://history – Előzmények.
- chrome://newtab – „Új lap” oldal.
- chrome://print – Nyomtatási előnézet.
- chrome://settings – Beállítások.
- chrome://view-http-cache – Gyorsítótárazott HTTP-objektumok.
- view-source:url – A megadott URL-en található oldal forrását mutatja.

### Nyelvi változatok
A Chrome 51 nyelvi változatban tölthető le, köztük angol (brit és amerikai), arab, bolgár, cseh, dán, észt, filippínó, finn, francia, görög, héber, hindi, holland, horvát, indonéz, japán, katalán, kínai (három területi változat), koreai, lengyel, lett, litván, magyar, német, norvég, olasz, orosz, portugál (portugáliai és brazíliai), román, spanyol (spanyolországi és latin-amerikai), svéd, szerb, szlovák, szlovén, thai, török, ukrán és vietnámi nyelven.

## Platformok
A Chrome asztali verziója jelenleg a következő platformokon elérhető
- Windows: XP Service Pack 2+ / Vista / 7 / 8
- macOS: 10.5.6 vagy későbbi, Intel (nem PPC)
- Linux: Ubuntu 10.04 vagy későbbi / Debian 6 vagy későbbi / OpenSuse 11.3 vagy későbbi / Fedora
- iOS 4.3 és későbbi verziók (iPhone, iPod touch, iPad)
- Android 4.0 és későbbi verziók

Jelenleg (2014) a 32 bites Macek támogatása „hamarosan” megszűnik. Stabil változatú 64 bites buildek csak Linux alatt érhetők el, Mac OS X és Windows operációs rendszerekhez a 32 bites változat tölthető le. 2013. november 7-étől elérhetők a 64 bites OS X Canary buildek, 64 bites Canary és Dev Windows buildek (Windows 7+ rendszerekre – Vista?) 2014. június 3-ától léteznek, a 64 bites változat a béta csatornán 2014. július 30-ával jelent meg, a 37-es stabil verzióban pedig 2014. augusztus 26-án jelent meg.

### Android-verzió
Az Android 4.0-t futtató eszközökhöz készült bétaváltozat 2012. február 7-én jelent meg, a Google Play-ről lehetett letölteni egyes kiválasztott országokból.
Fontosabb jellemzők: szinkronizáció az asztali Chrome-mal, hogy el lehessen érni róla ugyanazokat a könyvjelzőket és megnyitott böngészőfüleket, oldalak előtöltése, hardveres gyorsítás.
A legújabb HTML5-funkciók közül sokat támogat: szinte az összes Web Platform-funkciót, mint GPU-gyorsított canvas, beleértve a CSS 3D-transzformációkat, CSS-animációkat, SVG-t; WebSockets (beleértve a bináris üzeneteket), Dedicated Workers; overflow scroll-támogatás, erős HTML5-videotámogatás és olyan új képességek mint az IndexedDB, a WebWorkers, az Application Cache és a File API-k, dátum- és időválasztók, a Media Capture API egyes részei. Támogat olyan mobilos képességeket, mint az eszköz irányának észlelése (Device Orientation) és a földrajzi hely meghatározása (Geolocation).
Mobil testreszabási lehetőségek: swipe (húzás) gesztussal történő böngészőfülváltás, a hivatkozások előnézete akár több hivatkozásra is hajlandó ránagyítani (a nem megfelelő linkre kattintást elkerülendő), fontméret-növelés, hogy a zoom-szinttől függetlenül olvasható maradjon a szöveg.
Az asztali verzióban szereplő, a mobilosból hiányzó funkciók: Safe Browsing, alkalmazások és kiterjesztések, Adobe Flash (nem is tervezik a megvalósítását), WebGL, Native Client.
Fejlesztői változások: távoli hibakeresés, a böngészőréteg egy részét Javában implementálták, Java Native Bindings segítségével kommunikál a Chromium és WebKit kód többi részével. A Chrome for Android kódja a Chromium projekt forkja. Fontos fejlesztői prioritás, hogy a Chromium és a WebKit új vagy módosított kódrészleteit felküldjék a központi kódbázisba, hogy a forkot megszüntessék.
A 2012. április 17-i frissítésbe bekerült 31 további nyelv támogatása, és valamennyi országban elérhető lett, ahol a Google Play elérhető. Újdonságok: a weboldalak mobil változata helyett lekérhető az asztali változat; könyvjelzők menthetők az Android home képernyőre; kiválasztható, milyen alkalmazás nyissa meg a Chrome-ban kattintott linkeket.
2012. június 27-én a Google Chrome for Android kilépett a béta státusból, megjelent a stabil verziója.
A 2012. szeptember 26-án kiadott Chrome 18.0.1026311 az első olyan Chrome for Android-verzió, ami támogatja az Intel x86-alapú mobil eszközöket.
A Chrome 25-ös változatától szinkronba hozták az Android- és az asztali verzió funkcionalitását és verziószámait; 2013. január 10-én jelent az új változat első bétája, 2013. február 27-én a végleges változat.
2013 januárjától létezik a Chrome for Android beta csatorna (version 25-től), ami jelenleg a stabil verziótól függetlenül feltelepíthető és futtatható, az asztali változat Canary buildjeihez hasonlóan.

### Chrome OS
A Google Chrome képezi az alapját a Google által kiadott Chrome OS operációs rendszernek, ami a Google gyártópartnerei által szállított egyedi hardvereken található meg. A Chrome OS felhasználói felülete minimalista megközelítést követ, hasonlóan a Chrome webböngészőhöz. A kizárólagosan a számítási felhőre alapuló operációs rendszeren az egyetlen valódi alkalmazás a fájlkezelőt és médialejátszót is magába foglaló webböngésző.
A Chrome OS-t 2009. július 7-én jelentették be. Az első Chromebookokat az Acer és a Samsung szállította 2011. június-júliusban, az első asztali verzió, a Samsung Chromeboxa 2012 májusában érkezett meg.

### iOS verzió
A Google Chrome for iOS, ahogy a neve is mutatja a Chrome webböngésző átültetése az Apple iOS operációs rendszerére. 2012. június 26-án jelent meg az App Store-ban. Futtatható az iPaden, az iPhone-on és az iPod touchon, amennyiben az eszközön legalább az iOS 4.3 verziója található. Az Apple-nek az App Store-on keresztül terjesztett böngészőkkel szembeni követelményrendszere miatt a Chrome az iOS WebKitet használhatja csak, amit a mobil Safari iOS-böngészőmotor is, de tilos a Nitro JavaScript-motor használata.
A Chitika 2012. július 18-i beszámolója szerint a Google Chrome 1,5%-át birtokolta az iOS-alapú böngészőpiacnak.

### Metro verzió

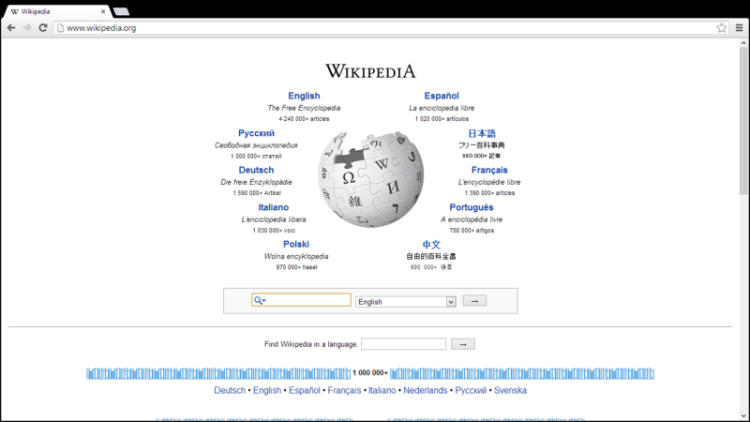
Google Chrome Windows 8 alatt metro mode-ban a Wikipédia kezdőoldalával

A Google 2012 júniusában jelentette meg a Chrome 21 fejlesztői változatát. A Windows 8 megjelenése óta kiadott Chrome-verziók egyaránt futtathatók az asztalon és a Metro („Modern UI”) alatt. Windows 8-módban a Chrome címsora feketére változik. Kizárólag a Pepper API-t használó pluginek futnak Windows 8-üzemmódban.

## Fogadtatás
Lásd még: Böngészőháborúk

Böngészők részesedése a StatCounter mérései szerint; 2011 augusztusában a Chrome 23,16%-on állt.

A Chrome 2008-as megjelenésekor Matthew Moore a Daily Telegraph-tól így foglalta össze az első értékelők véleményét: „A Google Chrome vonzó, gyors és néhány funkciója jó benyomást kelt, de talán még nem jelent fenyegetést microsoftos riválisára nézve.”
Kezdetben a Microsoft a híradásban „szándékosan alábecsülte a Chrome jelentette veszélyt” és „azt jósolta, a legtöbben szívesen fogadják majd az Internet Explorer 8-at”. Az Opera Software által kiadott nyilatkozat szerint „a Chrome meg fogja erősíteni a webet, mint a világ legnagyobb alkalmazásplatformját”. 2010. február 25-én már a BusinessWeek így jellemezte a kialakult helyzetet: „Évek óta először, energiát és erőforrásokat öntenek a web elérésére mindenütt használt programok, a böngészők fejlesztésébe. Ezért a trendért – ami jótétemény a felhasználók számára – két felet illet köszönet. Az egyik a Google, akinek a Chrome böngészővel kapcsolatos nagy tervei fölrázták a Microsoftot versenyképtelen kábulatából és rákényszerítette, hogy saját böngészőjére, az Internet Explorerre újult figyelmet fordítson. A Microsoft csaknem teljesen abbahagyta az Internet Explorer jobbítására irányuló erőfeszítéseit, miután az utolsó böngészőháborúban legyőzte a Netscape-et. Most újra sebességbe helyezte magát.” A Mozilla azt nyilatkozta, hogy a Chrome megjelenése a böngészők piacán „nem volt meglepetés”, és „a Chrome célja nem a Firefoxszal való versengés” és nem érinti a Mozilla fő bevételi forrásaként szolgáló megállapodást a Google keresőjének használatáról.

„A Chrome-ot arra tervezték, hogy közelebb hozza egymáshoz a számítási felhő-alapú és az asztali számítástechnikát. A Chrome egy gombnyomásra létrehozhat bármilyen weboldalhoz vagy webalkalmazáshoz egy parancsikont az asztalon, a Start menüben vagy a gyorsindítás eszköztáron, elmosva a határokat az online és a PC-n lévő dolgok között. Példának okáért készítettem egy asztali parancsikont a Google Mapshez. Ilyenkor a Chrome lehagyja az ablakából az összes eszköztárt, füleket stb. és ami megmarad, az sokkal inkább tűnik asztali alkalmazásnak mint webes alkalmazásnak vagy weboldalnak.”

– PC World

A StatCounter adatai szerint 2011 júliusára a Chrome a webböngészők között az első helyre küzdötte fel magát a következő országokban: Argentína, Chile, Uruguay, Fülöp-szigetek, Malajzia, Pakisztán, Mauritánia, Tunézia, Albánia, Macedónia, Moldova, Jamaica és Örményország.
A 2011. szeptember 30-i definíciófrissítés után a Microsoft Security Essentials a Google Chrome-ot tévesen malware-nek tekintette, és elkezdte letörölni a felhasználók számítógépeiről. A hibát gyorsan korrigálták (a Microsoft javította a definíciófájlt, a Google pedig kiküldött egy soron kívüli frissítést, ami helyrehozza a Chrome-telepítést). Andrew Storms, az nCircle Security biztonsági igazgatója szerint: „Hű, hát ez is egy módja a böngészőháború megnyerésének.”
2013-ban kiszivárgott egy Microsoft által készített videó, amiben azzal vádolják a Google-t, hogy nem törődik az adatvédelmi elvekkel, és a felhasználókon élősködve, a személyes adataikkal visszaélve keres pénzt. A videó megnézhető itt.

## Fordítás
- Ez a szócikk részben vagy egészben a Google Chrome című angol Wikipédia-szócikk ezen változatának fordításán alapul.  Az eredeti cikk szerkesztőit annak laptörténete sorolja fel. Ez a jelzés csupán a megfogalmazás eredetét és a szerzői jogokat jelzi, nem szolgál a cikkben szereplő információk forrásmegjelöléseként.